# Nakš-e Džahan
Trg Nakš-e Džahan (perzijsko میدان نقش جهان, latinizirano: Maidān-e Naghsh-e Jahān, dob. 'Podoba svetovnega trga'), znan tudi kot trg Saeed (میدان سعیان) in Šahov trg (سعیاد) do 1979, je trg v središču Isfahana v Iranu. Zgrajen med letoma 1598 in 1629, je zdaj pomembna zgodovinska znamenitost in ena na seznamu Unescove svetovne dediščine. Širok je 160 metrov in dolg 560 metrov (površina 89.600 kvadratnih metrov). Imenuje se tudi Šahov trg ali Imamov trg.
Trg je obdan s stavbami iz obdobja Safavidov.
Šahova mošeja je na južni strani tega trga. Na zahodni strani je palača Ālī Qāpū. Mošeja Šejka Lotfalaha je na vzhodni strani tega trga, na severni strani pa se vrata Kejsarie odpirajo v Veliki bazar v Isfahanu. Danes v Šahovi mošeji poteka Namaaz-e Jom'eh (muslimanska petkova molitev).
Trg je upodobljen na hrbtni strani iranskega bankovca za 20.000 rialov.

## Zgodovina
Leta 1598, ko se je Šah Abas I. Veliki odločil, da prestolnico svojega cesarstva preseli iz severozahodnega mesta Kazvin v osrednje mesto Isfahan, je začel tisto, kar bo postalo eden največjih programov v perzijski zgodovini; popolna prenova mesta. Z izbiro osrednjega mesta Isfahan z reko Zājande ("reka, ki daje življenje"), ki leži kot oaza intenzivne pridelave sredi obsežnega območja sušne pokrajine, je svojo prestolnico oddaljil od morebitnih prihodnjih napadov s strani Osmanov, največjih tekmecev Safavidov in Uzbekov, in s tem hkrati pridobil večji nadzor nad Perzijskim zalivom, ki je pred kratkim postal pomembna trgovska pot za Nizozemsko in Britansko vzhodnoindijsko družbo.
Glavni arhitekt te kolosalne naloge urbanističnega načrtovanja je bil šejk Bahai (Baha' ad-Din al-`Amili) , ki je program osredotočil na dve ključni značilnosti glavnega načrta Šaha Abasa: avenija Čahar Bag, na obeh straneh odana z vsemi vidnimi mestnimi institucijami, kot so rezidence vseh tujih dostojanstvenikov in trg Nakš-e Džahan (»vzornik sveta«). Pred šahovim vzponom na oblast je imela Perzija decentralizirano strukturo moči, v kateri so se različne institucije borile za oblast, vključno z vojsko (Qizilbash) in guvernerji različnih provinc, ki sestavljajo cesarstvo. Šah Abas je želel spodkopati to politično strukturo in umestitev Isfahana kot velike prestolnice Perzije je bil pomemben korak pri centralizaciji oblasti. Iznajdljivost trga ali Maidān je bila v tem, da bi šah Abas z njegovo gradnjo zbral tri glavne komponente moči v Perziji na svojem dvorišču; moč duhovščine, ki jo predstavlja Masjed-e Shah, moč trgovcev, ki jo zastopa cesarski bazar in seveda moč samega šaha, ki prebiva v palači Ali Qapu.

## Maidan– kraljevi trg
Maidan je bil tam, kjer so se srečali šah in ljudje. Zgrajen kot dvonadstropna vrsta trgovin, obkrožen z impresivno arhitekturo in ki je vodila do severnega konca, kjer je bil  cesarski bazar, je bil trg živahno prizorišče zabave in poslovanja, ki so si ga izmenjali ljudje z vseh koncev sveta. svetu. Ker je bil Isfahan pomembna postaja na Svilni cesti, je blago iz vseh civiliziranih držav sveta, od Portugalske na zahodu do Srednjega kraljestva na vzhodu, našlo pot v roke nadarjenih trgovcev, ki so znali iz njih ustvarite najboljši dobiček.
Kraljevi trg so občudovali tudi Evropejci, ki so obiskali Isfahan v času vladavine Šaha Abasa. Pietro Della Valle (skladatelj, 1586 –1652) je priznal, da je zasenčil Piazza Navona v njegovem rodnem Rimu.
Čez dan so velik del trga zasedli šotori in stojnice trgovcev, ki so vladi plačevali tedensko najemnino. Tam so bili tudi zabavljači in igralci. Za lačne je bila na voljo kuhana hrana ali rezine melone, skodelice vode pa so brezplačno delili vodonosci, ki so jih plačali trgovci. Ob vhodu na cesarski bazar so bile kavarne, kjer so se ljudje lahko sprostili ob skodelici sveže kave in vodni pipi. Te trgovine je mogoče najti še danes, čeprav je bil v zadnjem stoletju modna pijača čaj, ne pa kava. V mraku so se trgovci pospravili, brnenje trgovcev in željnih kupcev, ki so se pogajali o cenah blaga, pa so prepustili dervišem, klepetom, žonglerjem, lutkarjem, akrobatom in prostitutkam.
Vsake toliko časa so trg očistili za javne slovesnosti in veselice. Ena takih priložnosti je bil letni dogodek Novruz, perzijsko novo leto. Tudi nacionalni perzijski šport polo se je lahko igral na Majianu, kar je šahu, ki je prebival v palači Ali Qapu in zaposlenim kupcem omogočilo nekaj zabave. Marmorna vrata, ki jih je postavil šah Abas, še vedno stojijo na obeh koncih Maidana.
Pod Abasom je Isfahan postal zelo svetovljansko mesto s stalnim prebivalstvom Turkov, Gruzijcev, Armencev, Indijcev, Kitajcev in vse večjega števila Evropejcev. Šah Abas je pripeljal okoli 300 kitajskih obrtnikov, ki so delali v kraljevih delavnicah in poučevali umetnost izdelave porcelana. Indijci so bili prisotni v zelo velikem številu, nastanjeni v številnih karavanserajih, ki so jim bili posvečeni, in so večinoma delali kot trgovci in menjalci denarja. Evropejci so bili tam kot trgovci, rimskokatoliški misijonarji, umetniki in obrtniki. Celo vojaki, običajno s strokovnim znanjem na področju topništva, bi se odpravili na pot iz Evrope v Perzijo, da bi se preživljali. Portugalski veleposlanik De Gouvea je nekoč izjavil:
»Ljudje v Isfahanu so zelo odprti v svojih odnosih s tujci, vsak dan imajo opravka z ljudmi več drugih narodov.«
Tudi mnogi zgodovinarji so se spraševali o posebni usmerjenosti maidāna. Za razliko od večine pomembnih stavb ta trg ni ležal v poravnavi z Meko, tega se ob vstopu na vhodni portal Šahove mošeje skoraj ne zavedaš, zavije na pol desno, kar omogoča, da se glavno dvorišče v notranjosti obrne proti Meki. Donald Wilber daje najbolj verodostojno razlago za to; vizija šejka Bahaija je bila, da je mošeja vidna povsod v Maidanu, kjer je bila oseba. Če bi os maydāna sovpadala z osjo Meke, bi kupola mošeje bila skrita pred pogledom z visokim vhodnim portalom, ki vodi do nje. Z ustvarjanjem kota med njimi sta oba dela stavbe, vhodni portal in kupola, v popolnem pogledu, da ga lahko občudujejo vsi na trgu.

### Masjed-e Shah– vrhunec safavidske arhitekture
Kronski dragulj na trgu Nakš-e Džahan je bila Masjed-e Shah – Šahova mošeja, ki je pri opravljanju petkovih molitev nadomestila veliko starejšo Petkovo mošejo. Da bi to dosegli, je bila Šahova mošeja zgrajena ne le z vizijo veličastnosti, ki ima največjo kupolo v mestu, ampak je šejk Bahai načrtoval tudi gradnjo verske šole in zimske mošeje, ki bi bila vpeta na obeh straneh nje.

### Mošeja Šejka Lotfalaha
Od štirih spomenikov, ki so prevladovali na obodu trga Nakš-e Džahan, je bila prva zgrajena mošeja šejka Lotfollaha nasproti palače. Namen te mošeje je bil, da bi bila zasebna mošeja kraljevega dvora, za razliko od Masjed-e Shaha, ki je bila namenjena javnosti. Zaradi tega mošeja nima minaretov in je manjše velikosti. Dejansko je le malo Zahodnjakov v času Safavidov sploh posvečalo pozornost tej mošeji in zagotovo niso imeli dostopa do nje. Šele stoletja pozneje, ko so se vrata odprla za javnost, so navadni ljudje lahko občudovali trud, ki ga je šah Abas vložil v to, da je to sveto mesto za dame svojega harema, in izvrstno polaganje ploščic, ki je veliko boljša od tistih, ki pokrivajo Šahovo mošejo.

### Palača Ālī Qāpū
Ali Qapu (izgovarja se, ah-lee gah-pooh) je pravzaprav paviljon, ki označuje vhod v veliko kraljevo stanovanjsko četrt, ki se razteza od Maidan Nakš-e Džahan do avenije Čahar Bagh. Ime je sestavljeno iz dveh elementov: "Ali", arabsko za vzvišeno, in "Qapu" turško za portal ali kraljevi prag. Spojina je okrajšava za "Vzvišena vrata". To ime so izbrali Safavidi, da bi tekmovali s slavnim imenom Osmanov za njihov dvor: Bab-i Ali ali "Vzvišena vrata"). Tu je veliki monarh gostil plemenite obiskovalce in tuje veleposlanike. Šah Abas je tukaj je prvič praznoval Novruz (novoletni dan) leta 1006 AH / 1597 n. št. Velika in masivna pravokotna stavba, Ali Qapu je visoka 48 m  in ima šest nadstropij, s sprednjo stranjo pa široko teraso. katerega strop je intarziran in podprt z lesenimi stebri.
V šestem nadstropju so potekali kraljevi sprejem in banketi. Največje sobe so v tem nadstropju. Štukaturna dekoracija banketne dvorane je bogata z motivi različnih posod in skodelic. Šesto nadstropje se je popularno imenovalo (glasbena soba), saj so tu razni ansambli izvajali glasbo in prepevali pesmi. Z zgornjih galerij je safavidski vladar opazoval polo igre, manevre in konjske dirke spodaj na trgu.

### Cesarski bazar
Bazar v Isfahanu je zgodovinska tržnica in eden najstarejših in največjih bazarjev na Bližnjem vzhodu. Čeprav sedanja struktura sega v obdobje Safavidov, so njegovi deli stari več kot tisoč let in segajo v čas dinastije Seldžukov. To je obokana, dva kilometra dolga ulica, ki povezuje staro mesto z novim.